# Strijders van Perkamentus
De Strijders van Perkamentus (SVP) (Engels: Dumbledore's Army) is in de reeks boeken over Harry Potter van de Engelse schrijfster Joanne Rowling een groep leerlingen van Zweinstein die zich oefenen in Verweer tegen de Zwarte Kunsten. Later verandert het doel van de SVP geleidelijk en gaan ze voornamelijk in verzet tegen infiltranten op Zweinstein: in eerste instantie tegen Omber, later tegen Sneep, Alecto en Amycus Kragge en ten slotte tegen Voldemort en al zijn Dooddoeners.

## Geschiedenis

### De SVP in Harry Potter en de Orde van de Feniks
De SVP begint in deel 5, nadat Dorothea Omber de lessen in Verweer tegen de Zwarte Kunsten over heeft genomen. Omber gelooft niet in de terugkeer van Voldemort en weigert de leerlingen daarom praktijklessen te geven. Hermelien Griffel neemt hierop het initiatief tot een studie-groep Verweer tegen de Zwarte Kunsten. Ze vraagt Harry Potter om de lessen te verzorgen, in verband met zijn ervaring met de Zwarte Kunsten. Er zit niemand van Zwadderich in de SVP, mogelijk omdat de ouders van de kinderen van die afdeling een Dooddoener zouden kunnen zijn.
Cho Chang verzint de naam Stichting Verweer en Protectie, oftewel SVP. Ginny Wemel stelt voor om er Strijders van Perkamentus van te maken, als ironisch antwoord op de vrees van Cornelis Droebel dat Albus Perkamentus aan een leger tegen het Ministerie bouwt.
Harry leert de SVP-leden onder andere het oproepen van een Patronus. Nadat Omber het bijeenkomen van onofficiële studieclubs verbiedt, gaat de SVP ondergronds verder in de Kamer van Hoge Nood. Dit gaat lange tijd goed, totdat Marina Elsdonk de club aan Omber verraadt. In de film wordt een andere versie verteld; Cho Chang verraadt de Orde, maar dat doet ze niet vrijwillig, ze krijgt van Omber veritaserum toegediend. Dankzij een spreuk van Hermelien krijgt iedereen die de SVP verraadt de tekst KLIKSPAAN (in het Engels SNEAK) in de vorm van puisten op zijn of haar gezicht. 
Om te kunnen weten wanneer de bijeenkomsten zijn, heeft Hermelien Griffel een Proteus-bezwering uitgesproken over galjoenen. Wanneer zij over haar eigen munt een bezwering uitspreekt, verschijnt er op de overige munten in plaats van het serienummer de datum van de volgende bijeenkomst.

### De SVP in Harry Potter en de Halfbloed Prins
In deel 6 van de Potterserie komen de SVP-leden aanvankelijk niet meer bijeen. Nu Severus Sneep leraar van Verweer tegen de Zwarte Kunsten is zijn de lessen weliswaar niet aangenamer, maar wel weer praktijkgericht. Pas wanneer Harry en Perkamentus tegen het eind van het jaar de school verlaten om een Gruzielement te zoeken, besluit Harry de SVP weer bij elkaar te roepen. Dit is omdat hij zowel Sneep als Draco Malfidus ervan verdenkt Dooddoeners binnen te willen laten. Alleen Loena Leeflang, Marcel Lubbermans en Ginny Wemel reageren op de oproep. Samen met leden van de Orde van de Feniks weten ze het binnendringen en ontsnappen van de Dooddoeners en de moord op Perkamentus niet te voorkomen.

### De SVP in Harry Potter en de Relieken van de Dood
Omdat Harry, Ron en Hermelien in deel 7 niet terugkeren naar Zweinstein blijft de lezer in het grootste deel van het boek onwetend over de activiteiten op school en het eventuele verzet van de SVP. Totdat de drie terugkeren op Zweinstein weten we alleen dat Ginny, Marcel en Loena het Zwaard van Griffoendor onsuccesvol probeerden te stelen. Op weg naar Zweinstein vertelt Marcel dat de SVP zich zo goed en zo kwaad als het kon heeft proberen te verzetten tegen het bewind van Sneep en de Kragges. Een aantal leden waaronder Marcel zelf, Simon Filister en Michel Kriek hielden hier behoorlijke verwondingen aan over.
Na de terugkomst van Harry op Zweinstein verzamelt een groot deel van de SVP en de Orde van Feniks zich in de Kamer van Hoge Nood. Voldemort is in aantocht en professor Anderling organiseert verzet, zodat Harry het een-na-laatste Gruzielement kan zoeken. Anderling verplicht alle minderjarige leerlingen om zich te laten evacueren en geeft de meerderjarigen toestemming om mee te vechten. Alle aanwezige meerderjarige SVP-leden en (stiekem) de minderjarige Ginny en Kasper Krauwel nemen deel aan het verzet in de zogenaamde Slag om Zweinstein.

## Leden van de Strijders van Perkamentus
| Naam               | Afdeling    | Opmerkingen |
| ------------------ | ----------- | --- |
| Harry Potter       | Griffoendor | Hij is de leider/leraar van de Strijders van Perkamentus. Gevochten bij de Slag van het Departement van Mystificatie, de Slag van de Astronomie Toren, de Slag om Klein Zanikem, de infiltratie van het Ministerie van Toverkunst en de Slag om Zweinstein                                                                   |
| Hermelien Griffel  | Griffoendor | Kwam met het oorspronkelijke idee van de groep. Ondertekend lid, bijeenkomsten bijgewoond. Gevochten bij de Slag van het Departement van Mystificatie, de Slag van de Astronomie Toren, de Slag om Klein Zanikem, de infiltratie van het Ministerie van Toverkunst en de Slag om Zweinstein.                                 |
| Ron Wemel          | Griffoendor | Ondertekend lid, bijeenkomsten bijgewoond. Gevochten bij de Slag van het Departement van Mystificatie, de Slag van de Astronomietoren, de Slag om Klein Zanikem, de infiltratie van het Ministerie van Toverkunst en de Slag om Zweinstein.                                                                                  |
| Alicia Spinet      | Griffoendor | Ondertekend lid, bijeenkomsten bijgewoond. Gevochten bij de Slag om Zweinstein. |
| Angelique Jansen   | Griffoendor | Ondertekend lid, bijeenkomsten bijgewoond. Gevochten bij de Slag om Zweinstein. |
| Daan Thomas        | Griffoendor | Ondertekend lid, bijeenkomsten bijgewoond. Gevochten bij de Slag om Zweinstein. |
| Dennis Krauwel     | Griffoendor | Ondertekend lid, bijeenkomsten bijgewoond. |
| Kasper Krauwel     | Griffoendor | Ondertekend lid, bijeenkomsten bijgewoond. Gevochten bij de Slag om Zweinstein; gedood tijdens het gevecht |
| Fred Wemel         | Griffoendor | Ondertekend lid, bijeenkomsten bijgewoond. Gevochten bij de Slag om Klein Zanikem en de Slag om Zweinstein ; gedood tijdens een gevecht met Augustus Ravenwoud |
| George Wemel       | Griffoendor | Ondertekend lid, bijeenkomsten bijgewoond. Gevochten bij de Slag om Klein Zanikem en de Slag om Zweinstein ; ernstig gewond |
| Ginny Wemel        | Griffoendor | Ondertekend lid, bijeenkomsten bijgewoond. Kwam met de naam "Strijders van Perkamentus" na Cho Chang die de afkorting "de SVP" bedacht tijdens het benoemen van de groep. Handelend leider in 1997-1998. Gevochten bij de Slag van het Departement van Mystificatie, de Slag van de Astronomietoren en de Slag om Zweinstein |
| Katja Bell         | Griffoendor | Ondertekend lid, bijeenkomsten bijgewoond. Gevochten bij de Slag om Zweinstein |
| Leo Jordaan        | Griffoendor | Ondertekend lid, bijeenkomsten bijgewoond. Gevochten bij de Slag om Zweinstein |
| Belinda Broom      | Griffoendor | Ondertekend lid, bijeenkomsten bijgewoond. Gedood bij de Slag om Zweinstein door Fenrir Vaalhaar. (Alleen in de film is zij gedood) |
| Marcel Lubbermans  | Griffoendor | Ondertekend lid, bijeenkomsten bijgewoond. Handelend leider in 1997-1998. Gevochten bij de Slag van het Departement van Mystificatie, de Slag van de Astronomietoren en de Slag om Zweinstein |
| Nigel Wespurt      | Griffoendor | Ondertekend lid, bijeenkomsten bijgewoond. De overige leden oefenen de spreuken op hem tijdens de lessen van de SVP. (Verschijnt alleen in de film) |
| Parvati Patil      | Griffoendor | Ondertekend lid, bijeenkomsten bijgewoond. Gevochten bij de Slag om Zweinstein |
| Simon Filister     | Griffoendor | Heeft nooit de lijst van de leden ondertekend, hij heeft alleen de laatste bijeenkomst bijgewoond, na zich verontschuldigd te hebben bij Harry. Gevochten bij de Slag om Zweinstein |
| Anton Goldstein    | Ravenklauw  | Ondertekend lid, bijeenkomsten bijgewoond. Gevochten bij de Slag om Zweinstein |
| Cho Chang          | Ravenklauw  | Ondertekend lid, bijeenkomsten bijgewoond. Heeft voorgesteld om de afkorting "de SVP" te gebruiken als titel van de groep bij het benoemen van de groep. Ginny Wemel stelde toen voor om de groep voor 'Strijders van Perkamentus" te laten heten. Gevochten bij de Slag om Zweinstein                                       |
| Loena Leeflang     | Ravenklauw  | Ondertekend lid, bijeenkomsten bijgewoond. Handelend leider in 1997. Gevochten bij de Slag van het Departement van Mystificatie, de Slag van de Astronomietoren, en de Slag om Zweinstein |
| Marina Elsdonk     | Ravenklauw  | Ondertekend lid, bijeenkomsten bijgewoond. Heeft de SVP verraden aan Dorothea Omber |
| Michel Kriek       | Ravenklauw  | Ondertekend lid, bijeenkomsten bijgewoond. Gevochten bij de Slag om Zweinstein |
| Padma Patil        | Ravenklauw  | Ondertekend lid, bijeenkomsten bijgewoond. Gevochten bij de Slag om Zweinstein |
| Terry Bootsman     | Ravenklauw  | Ondertekend lid, bijeenkomsten bijgewoond. Gevochten bij de Slag om Zweinstein |
| Ernst Marsman      | Huffelpuf   | Ondertekend lid, bijeenkomsten bijgewoond. Gevochten bij de Slag om Zweinstein |
| Hannah Albedil     | Huffelpuf   | Ondertekend lid, bijeenkomsten bijgewoond. Gevochten bij de Slag om Zweinstein |
| Joost Flets-Frimel | Huffelpuf   | Ondertekend lid, bijeenkomsten bijgewoond. |
| Suzanne Bonkel     | Huffelpuf   | Ondertekend lid, bijeenkomsten bijgewoond. Gevochten bij de Slag om Zweinstein |
| Zacharias Smid     | Huffelpuf   | Ondertekend lid, bijeenkomsten bijgewoond. Heeft de groep verlaten voordat de Slag om Zweinstein begon |
| Lisa Turpijn       | Ravenklauw  | Ondertekend lid |